# Architettura preromanica
L'architettura preromanica è quella fase dell'architettura europea che si sviluppa fra l'VIII e il X secolo, durante la quale ha luogo «una fase di attiva elaborazione di modi costruttivi e decorativi che il gusto romanico riprenderà per elevarli a sommo livello artistico».

L'epoca preromanica può essere distinta in tre periodi principali: l'epoca merovingia, l'epoca carolingia e quella ottoniana.

## Cronologia e caratteristiche

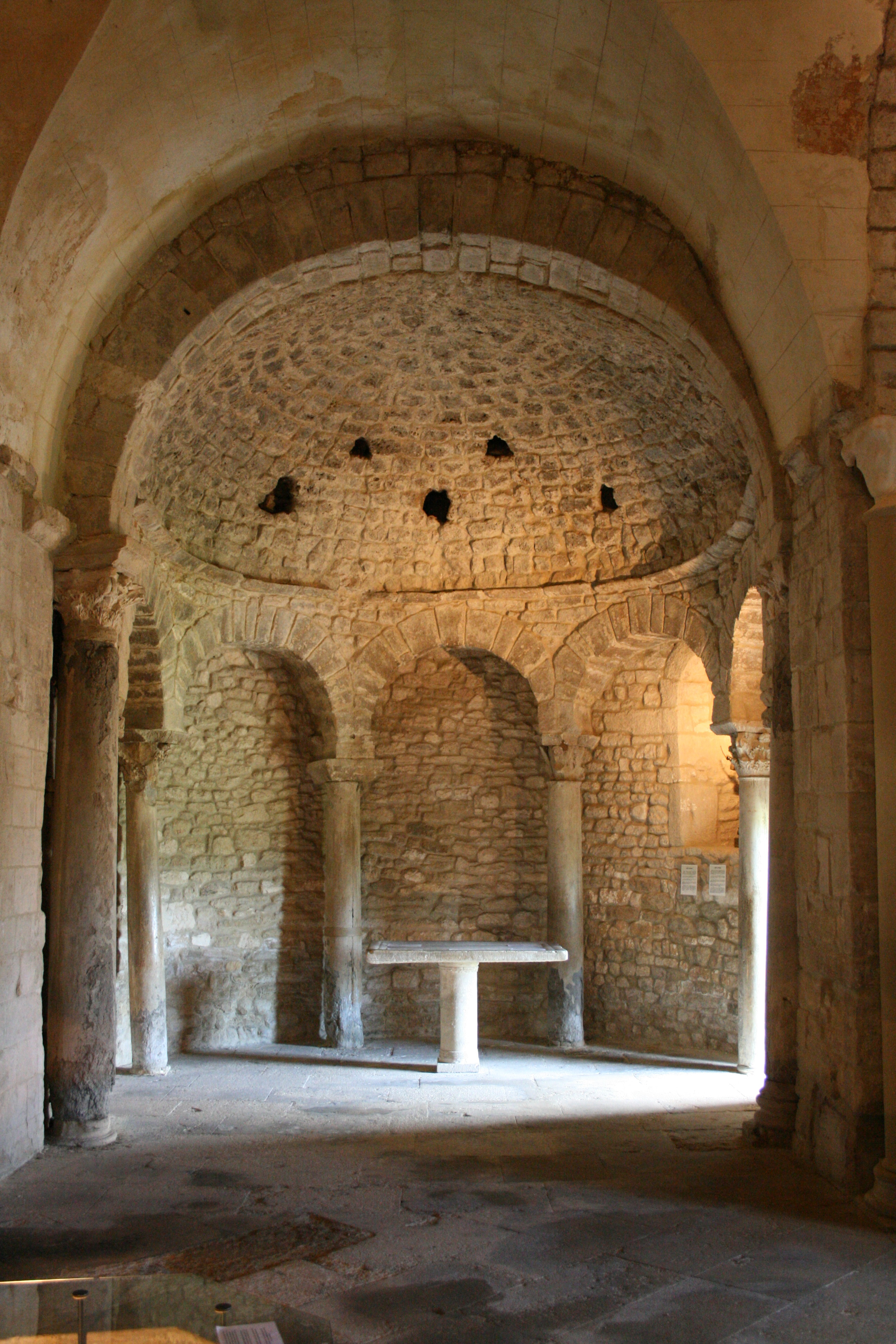
Il battistero di Venasque.

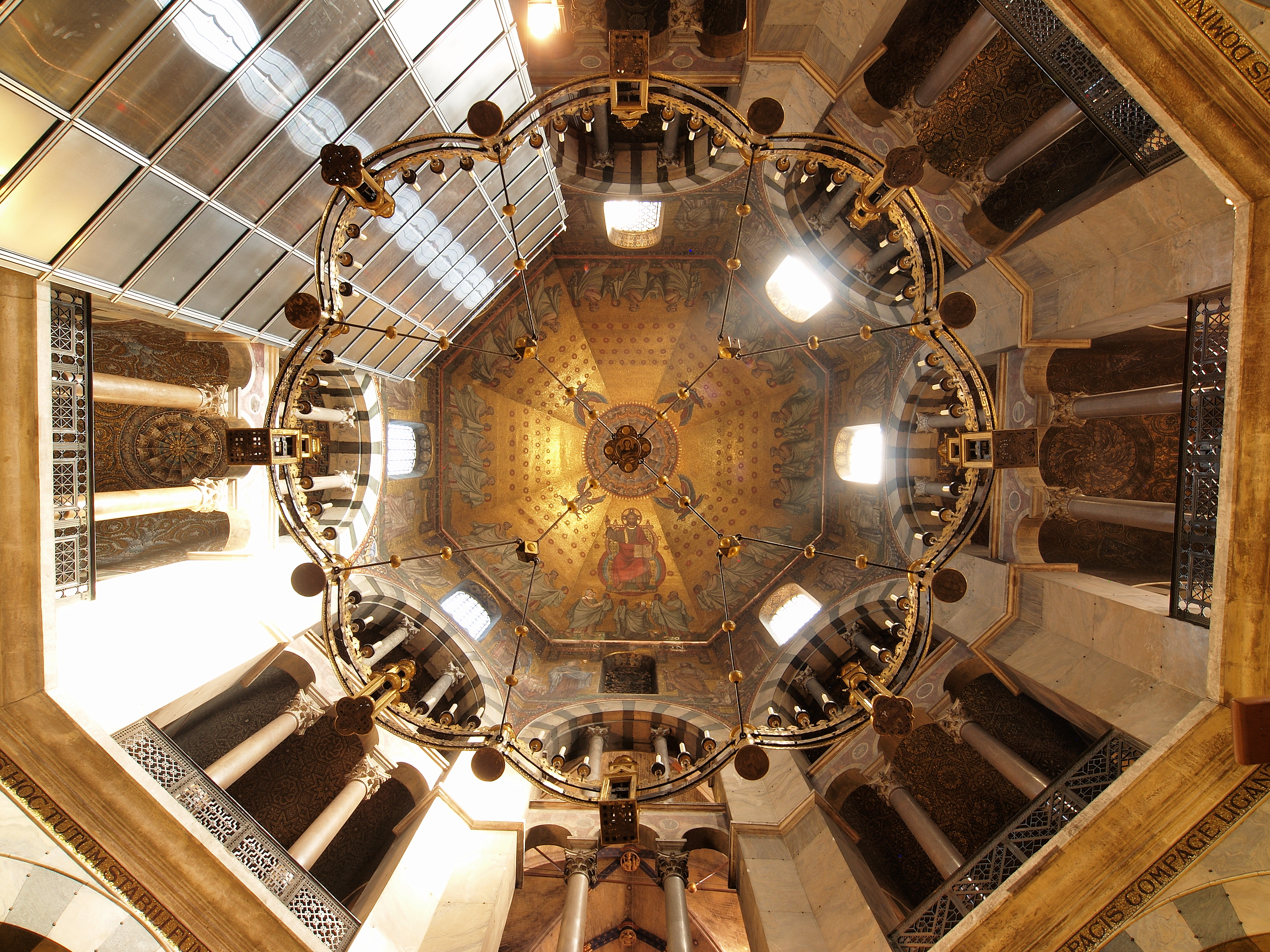
Cappella Palatina di Aquisgrana.

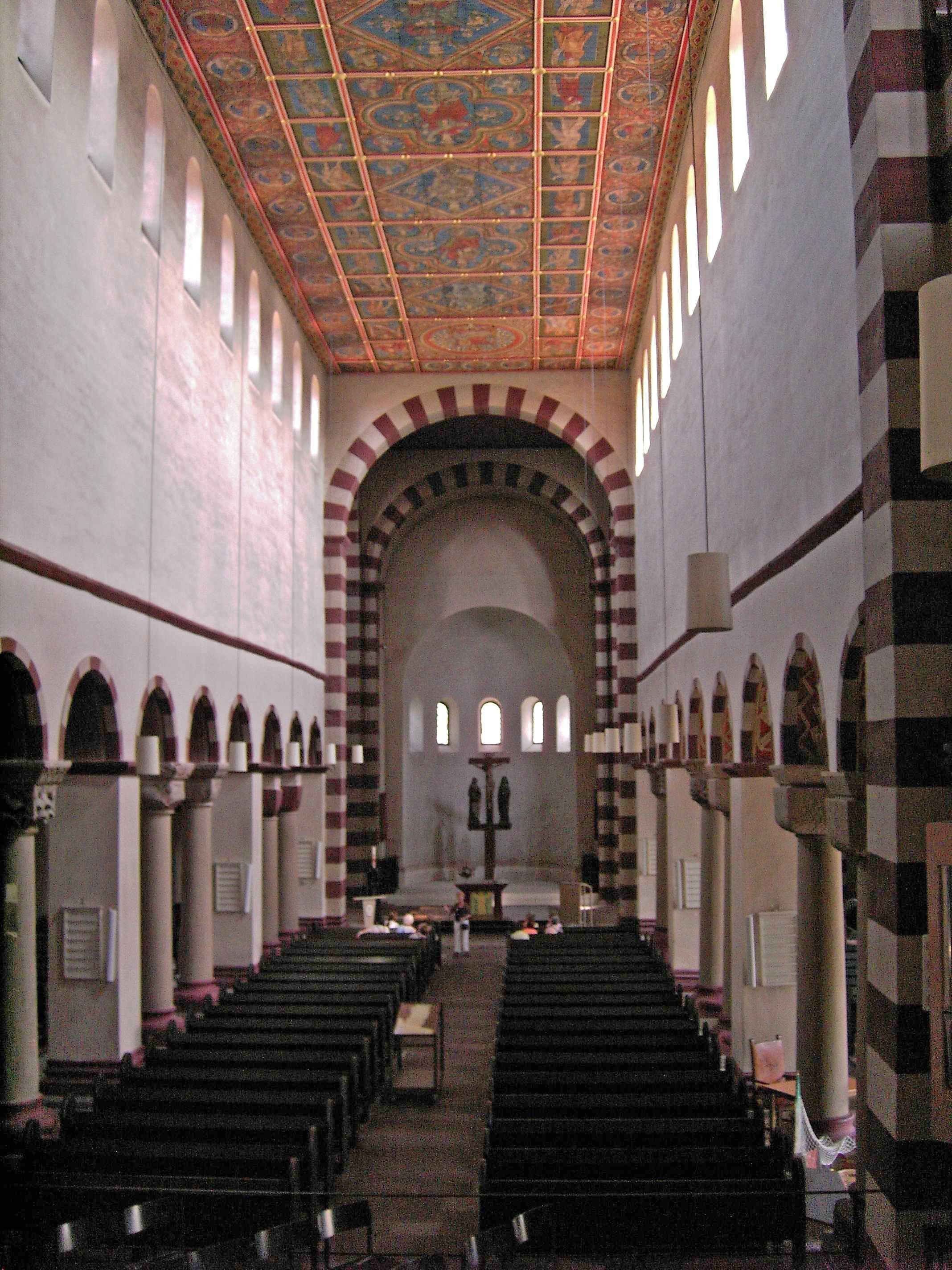
La chiesa di san Michele a Hildesheim.

L'architettura merovingia, o precarolingia, coincise con il Regno dei Franchi nel centro dell'Europa, dei Longobardi in Italia, dei Visigoti nel sud della Francia e nella penisola iberica e i regni anglosassoni nelle isole britanniche. Di questo periodo rimangono alcune chiese nel regno visigoto ed un piccolo numero di chiese in Inghilterra ed in Irlanda la cui datazione tuttavia appare incerta.
Il preromanico d'epoca carolingia si sviluppò a partire dal 750, in un periodo successivamente segnato da Carlo Magno e dalla sua discendenza.
Testimonianze importanti di questo periodo si trovano ad Aquisgrana, Benevento e Corvey, mentre numerosi sono i monasteri sorti tra le Asturie, l'Italia settentrionale e le regioni dell'Europa centrale, solo in parte giunti integri fino ai giorni odierni e spesso caratterizzati da planimetrie molto complicate.
L'architettura ottoniana invece fiorì tra la fine del IX secolo e la metà del X secolo in Germania. Di tale periodo rimangono pochissime realizzazioni. Altre interessanti architetture dello stesso periodo possiamo trovarle in Spagna. Successivamente, tra la fine del X secolo e la seconda metà del successivo, assistiamo ad un'evoluzione dello stile, con il passaggio dal preromanico a quello che alcuni studiosi hanno definito protoromanico. Solo sul finire del 900 cominciarono a costruirsi edifici di grande rilevanza in gran parte dell'Europa centrale, in Francia e nell'Italia settentrionale, caratterizzati da elementi ancora preromanici, ma con numerose varianti e modifiche che getteranno le basi per l'architettura del XII secolo.